# Gemerský Sad
Gemerský Sad (em húngaro: Gömörliget) é um município da Eslováquia, situado no distrito de Revúca, na região de Banská Bystrica. Tem 12,18 km² de área e sua população em 2018 foi estimada em 298 habitantes.

## Demografia
| Ano:        | 1994 | 2004   | 2014   | 2024   |
| ----------- | ---- | ------ | ------ | ------ |
| Broj ljudi: | 337  | 317    | 302    | 289    |
| Razlika:    |      | -5,93% | -4,73% | -4,30% |

| Ano:               | 2023 | 2024   |
| ------------------ | ---- | ------ |
| Número de pessoas: | 296  | 289    |
| Diferença:         |      | -2,36% |